# Капралов, Михаил Васильевич
Михаил Васильевич Капралов (14 ноября 1910 — 21 августа 1976) — советский военный деятель, контр-адмирал, участник советско-финской и Великой Отечественной войн.

## Биография
Михаил Васильевич Капралов родился 14 ноября 1910 года в деревне Тарасково (ныне — Мосальский район Калужской области). В 1928 году был призван на службу в Военно-морской флот СССР. В 1932 году окончил Высшее военно-морское училище имени М. В. Фрунзе, в 1935 году — Специализированные классы командного состава Военно-морских сил Красной Армии. Служил штурманом на различных кораблях Балтийского флота. Участвовал в советско-финской войне, будучи штурманом 2-го дивизиона торпедных катеров Балтийского флота. С февраля 1940 года командовал 1-м дивизионом сторожевых катеров охраны водного района. В этой должности Капралов встретил начало Великой Отечественной войны.
С первых дней войны дивизион Капралова участвовал в боевых действиях против немецкого флота, отражая атаки торпедных катеров и подводных лодок врага. Уже на первом этапе боевых действий катера под его командованием потопили две немецкие субмарины. Участвовал в обороне Таллина, а после его оставления — в переходе до Кронштадтской военно-морской базы, неся охранение крейсера «Киров». С мая 1942 года служил начальником штаба, затем командиром истребительного отряда охраны водного района Балтийского флота. Много раз участвовал в поисковых, десантных, эскортных операциях, не раз рискуя собственной жизнью. Так, 7 июля 1942 года Капралов принял на себя обязанности погибшего командира катера и успешно высадил десант на остров Соммерс. Участвовал в операции по окончательному снятию Ленинграда и наступлении советских войск на Карельском перешейке. Группа катеров истребительного отряда под личным командованием Капралова выполняла самые разнообразные задачи, почти ежедневно вступая в соприкосновение с противником. Только при поддержке сухопутных частей в прибрежной полосе Карельского перешейка его группа на протяжении двух суток перестреливалась с финскими береговыми батареями и кораблями в Выборгском заливе. 20 июня 1944 года Капралов был тяжело ранен, но оставался в строю, пока бой не завершился победой.
После окончания войны продолжал службу в Военно-морском флоте СССР. Командовал охраной Таллинского водного района 8-го Военно-морского флота. В 1949 году окончил академические курсы офицерского состава при Военно-морской академии имени К. Е. Ворошилова. В 1950—1951 годах находился в служебной командировке в Румынии, был советником командующего Военно-морскими силами. Вернувшись в СССР, был старшим преподавателем на кафедре оперативного искусства ТВС Военно-морского флота в Высшей военной академии имени К. Е. Ворошилова. С октября 1958 года возглавлял штаб тыла Северного флота. В марте 1960 года был уволен в запас. Умер 21 августа 1976 года, похоронен на Кунцевском кладбище Москвы.

## Награды
- Орден Ленина (3 ноября 1953 года);
- 2 ордена Красного Знамени (13 ноября 1941 года, 20 июня 1949 года);
- Орден Ушакова 2-й степени (8 июля 1944 года);
- Орден Нахимова 2-й степени (20 июля 1945 года);
- Орден Отечественной войны 1-й степени (5 июня 1943 года);
- Орден Красной Звезды (3 ноября 1944 года);
- Медаль «За оборону Ленинграда» и другие медали.